# Colmano de Stockerau
Colmano o Colman de Stockerau,  de Irlanda o de Melk (Irlanda, segunda mitad del siglo X - Stockerau, 1012) fue un religioso irlandés o escocés, muerto en Austria mientras viajaba como peregrino. Es venerado como santo por la Iglesia católica.

## Historia
Colmano era un monje originario de Irlanda o Escocia, quizás de una estirpe real. Mientras hacía un peregrinaje a Jerusalén, al pasar por Stockerau, a unos veinte kilómetros de Viena, pues venia de un lugar enemigo en aquel entonces, por lo que fue acusado de espionaje, por lo que fue detenido, pero como no hablaba alemán, no se pudo defender y fue colgado en la horca en un árbol seco, junto a otros ladrones. 
Se dice que su cuerpo se mantuvo balanceándose incorrupto durante 18 meses, sin que los animales se le acercaran y el mismo árbol que sirvió de horca le florecieron sus ramas, hojas y flores; una de las ramas se conserva en el altar mayor de la iglesia de los franciscanos de Stockerau. Una tradición dice que el árbol donde fue colgado aún se conserva en el castillo de Kreuzenstein cerca de Viena.

## Veneración
Algunos milagros fueron registrados, atribuidos al santo y la veneración. Desde el 13 de octubre de 1014 se inhumó el cuerpo.En 1015, sus reliquias fueron llevadas a Melk por el obispo Megingar y en demanda del margrave Enrique I de Austria.  
Inmediatamente, Colmano fue objeto de un culto popular que se extendió por toda Austria, donde muchas capillas e iglesias le fueron dedicadas, Suabia, Palatinado, Hungría y Baviera. 
Si iconografía presenta a Colmano con hábito de peregrino y una cuerda en a mano, como recuerdo de su ahorcamiento. No hubo aprobación oficial del culto, pero se consideró su inclusión en una edición del Martirologio Romano.

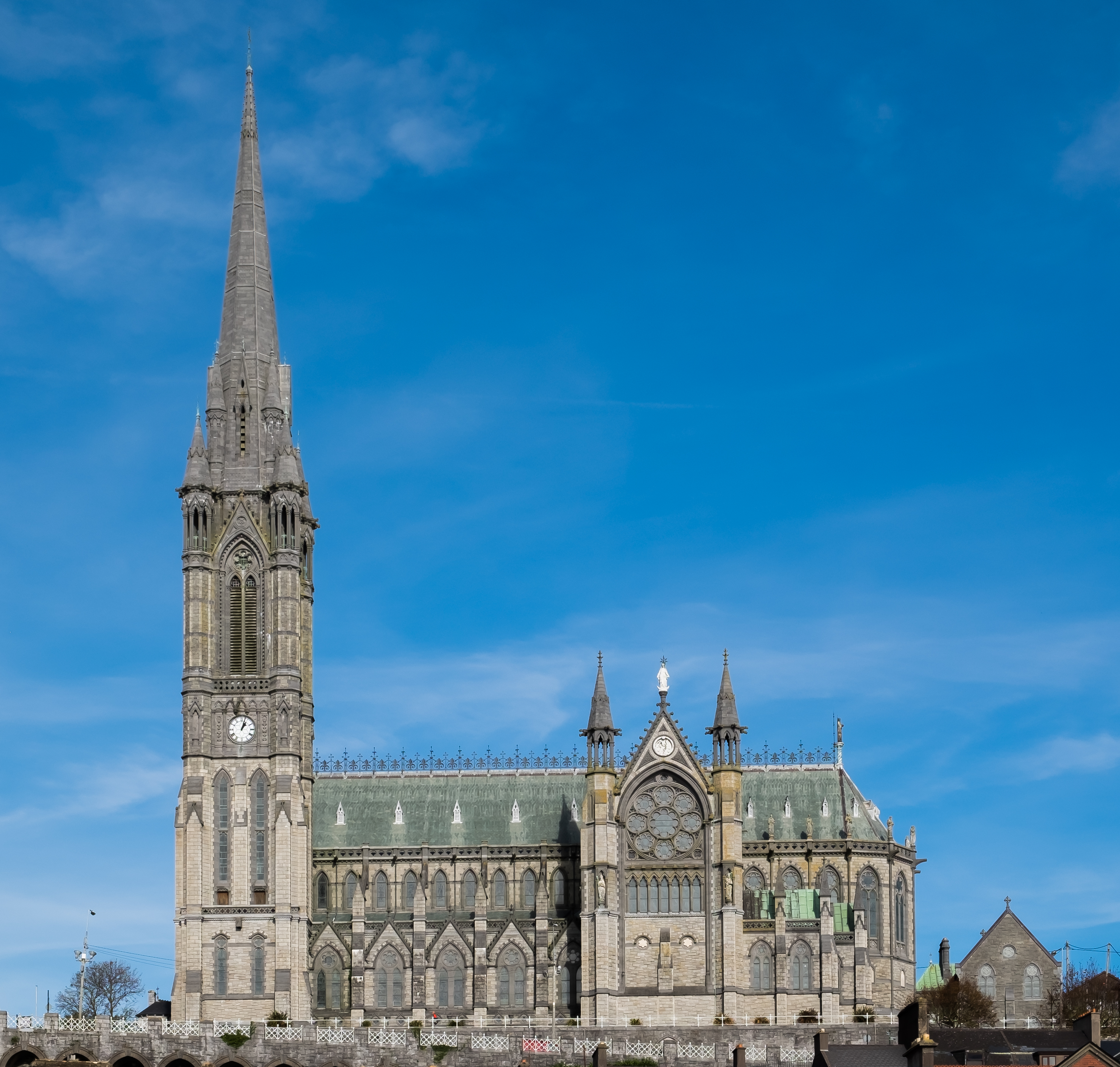
Catedral de San Colmán (Cobh)
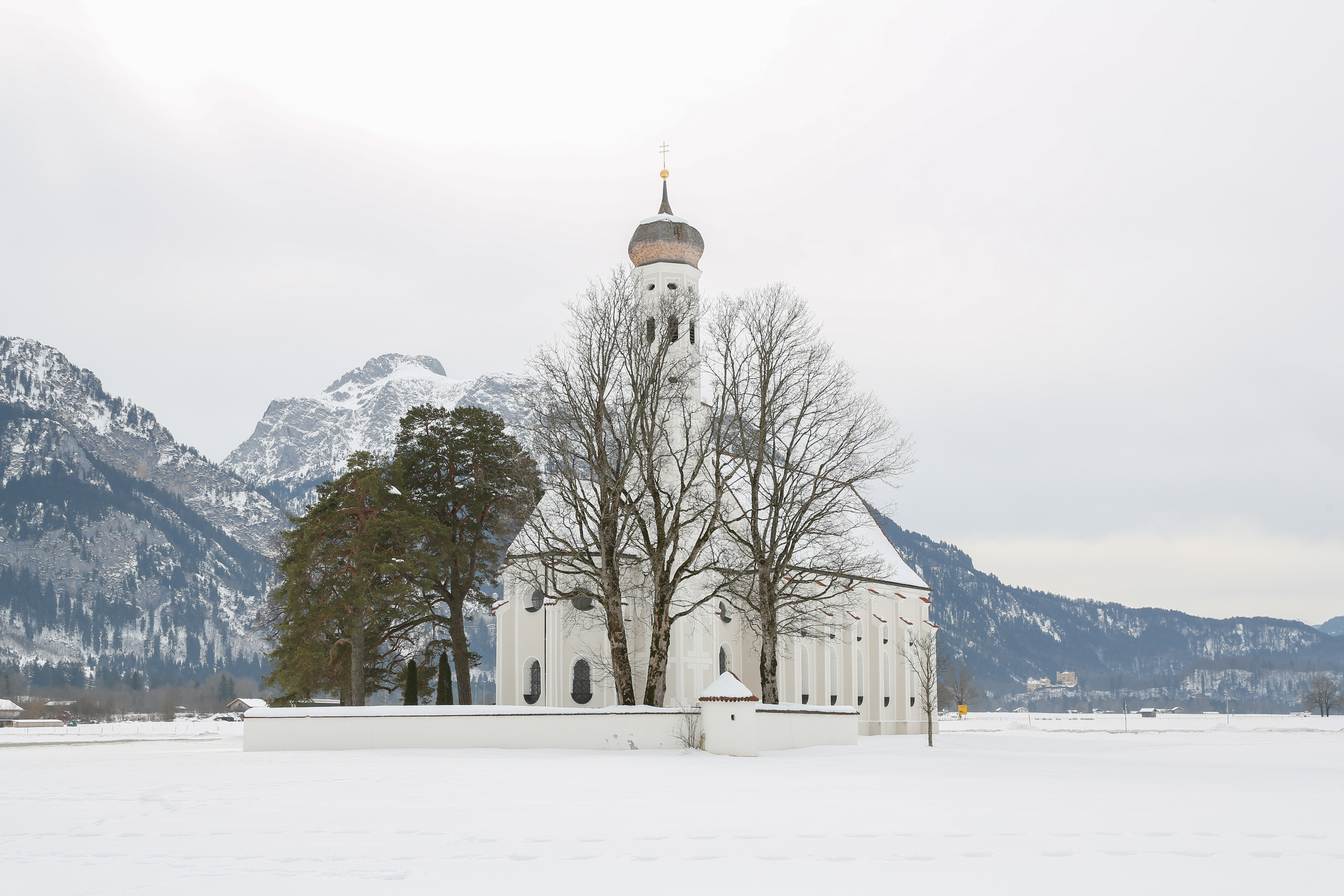
Iglesia dedicada a San Colmano, Schwangau, Alemania.